# Falco (cantante)
Falco, nome d'arte di Johann "Hans" Hölzel (Vienna, 19 febbraio 1957 – San Felipe de Puerto Plata, 6 febbraio 1998), è stato un cantante e musicista austriaco.
Le sue canzoni più note, che hanno anche raggiunto i vertici delle classifiche di vari paesi, sono Rock Me Amadeus, Der Kommissar e Jeanny.

## Biografia

### Primi anni
Nato nel distretto viennese di Margareten, fu l'unico a sopravvivere a una gravidanza trigemellare a rischio. Molto presto mostra il suo talento musicale. All'età di 5 anni viene certificato - alla Wiener Musikakademie - il suo orecchio assoluto. Per il suo quarto compleanno riceve un pianoforte e un anno dopo un giradischi, col quale ascolta Elvis Presley, Cliff Richard e i Beatles.
Nel 1963 Hans Hölzel viene iscritto dai genitori in una scuola privata cattolica a pochi passi da casa. Dal 1967 frequenta il Rainer-Gymnasium, sempre a Vienna. Nel 1973 lascia la scuola e comincia l'apprendistato presso l'ente austriaco per le assicurazioni pensionistiche degli artigiani. Grazie a questo trova lavori occasionali fino al servizio di leva (tra il 1974 e il 1975) durante il quale impara a suonare il basso. Segue anche un semestre al conservatorio cittadino, durante il quale esordisce nel suo primo gruppo, gli Umspannwerk. Passerà poi ad altri gruppi, tra cui i Drahdiwaberl.

### Il nome d'arte
Nel 1977 Hölzel abita per breve tempo a Berlino Ovest e decide di farsi chiamare "Falco": il nome viene da quello di un saltatore con gli sci della Repubblica Democratica Tedesca, Falko Weißpflog, che lo ha particolarmente impressionato. Il cambiamento della "k" in "c" è giustificato dal fatto che Falco vuole rendere più internazionale il suo nome, usando anche la scrittura della variante internazionale "Hoelzel" per il cognome.
Originariamente Falco pensa di affiancare al nome anche un cognome, "Gottehrer" (letteralmente, colui che onora Dio), ma lascia presto cadere l'ipotesi. Il nomignolo "Hansi" - come la madre continuerà sempre a chiamarlo - lo rifiuterà per tutta la vita: "Chi usa quel nomignolo, non ha la più pallida idea di chi sia Falco", così diceva, "Ve lo dico una volta per tutte: Hansi non esiste più!".

### L'inizio della carriera
Dopo il ritorno a Vienna è ingaggiato dagli Spinning Wheel, e suona poi (1977-1979) con il gruppo rock - teatrale di avanguardia degli Hallucination Company. Già allora comincia a riscuotere un certo successo, anche se limitatamente alla scena viennese.
Come bassista e saltuariamente cantante del gruppo punk rock molto impegnato politicamente dei Drahdiwaberl, Falco mostra il suo talento musicale, ma anche il suo lato eccentrico, soprattutto nei costumi. È con loro che ha il suo primo successo da solista: la sua canzone Ganz Wien, inserita nei concerti come assolo per riempire le pause, lo porta alla ribalta come cantante. È il 1980 e la canzone, che parla del consumo di droga nella capitale austriaca, diventa una hit. Ma è anche la prima canzone di Falco ad essere boicottata dalle radio. Solo più tardi Falco la pubblicherà nell'album Einzelhaft e la suonerà regolarmente nei concerti.

### La conquista delle classifiche -EinzelhafteJunge Roemer
Nel 1980 Falco sottoscrive un contratto per tre album da solista. Col produttore viennese Robert Ponger produce il suo primo singolo, Der Kommissar che raggiunge il primo posto nelle classifiche di molti paesi europei. In Canada è disco d'oro. Negli USA raggiunge solo il 73º posto, ma è il primo ad entrare nelle classifiche statunitensi con un testo in tedesco. In totale, Der Kommissar vende sette milioni di copie. Nel 1982 esce l'album Einzelhaft dal quale sono estratti altri quattro singoli: Helden von Heute, Auf der Flucht, Hinter uns die Sintflut e Maschine Brennt.
Il secondo album è Junge Roemer, anche questo prodotto da Ponger, nel 1984. Rispetto al primo non è un grande successo commerciale, ma è apprezzato dalla critica. Vende comunque 120 000 copie in Germania, mentre in Austria è disco d'oro. Da questo album sono tratti i primi video, girati negli USA. In questo periodo della sua carriera Falco può essere considerato un tipico esponente della Neue Deutsche Welle.

### Il punto più alto - Bolland&Bolland eAmadeus
Nel 1985 Falco si rivolge ai produttori olandesi Rob e Ferdi Bolland, noti come Bolland & Bolland. Con loro produce l'album Falco 3, che lo consacra come star di livello mondiale grazie a successi come Vienna Calling, Jeanny e - soprattutto - Rock me Amadeus. Suscita polemiche il video di Jeanny, in cui Falco interpreta un persecutore che insegue la sua vittima, una bella ragazza. Nonostante il testo e il video lascino in realtà spazio a diverse interpretazioni, ai media parve chiaro che il persecutore alla fine uccide la sua vittima. La canzone è boicottata dalle radio, ma raggiunse ugualmente la testa delle classifiche tedesche. Partecipa nel 1986 al Festival di Sanremo, portato dai La Bionda, suoi discografici italiani che ne curano la pubblicazione internazionale su etichetta A&M. Nelle sue esibizioni ripropone i brani Vienna Calling e Rock me Amadeus. Una curiosità: nell'annunciare il cantante, prima che eseguisse il brano Vienna Calling, l'allora presentatore della kermesse sanremese, ovvero Mauro Micheloni, disse le testuali parole: "ha colorato l'estate 1983 con una canzone che si chiamava Der Kommissar" quando, invece, il brano citato fu una hit dell'estate 1982.
Nel marzo del 1986 il singolo Rock me Amadeus è per tre settimane in cima alle classifiche della rivista USA, Billboard, prima canzone in tedesco a riuscirvi. È primo anche in Gran Bretagna. Anche l'album Falco 3 resta nella classifica statunitense a lungo, raggiungendo il terzo posto.
Dopo la tournée nell'estate del 1986, Falco lavora con Bolland & Bolland al quarto album, Emotional, pubblicato nell'autunno di quell'anno, cui segue un tour mondiale.

### La crisi
Nel 1987 canta con Brigitte Nielsen Body Next to Body. Il pezzo entra direttamente al sesto posto nella classifica austriaca e nella Top20 tedesca.
Del 1988 è il quinto album, Wiener Blut, ancora prodotto dai fratelli Bolland. Il disco non va bene, e viene sospeso il tour europeo previsto.
Nel 1989 Falco si separa dalla moglie Isabella Vitkovic, sposata meno di un anno prima, dopo aver saputo di non essere il padre della loro figlia Katharina-Bianca. Tuttavia Falco lascia presso un notaio di Vienna una lettera e un libretto di risparmio, consegnati a Katharina-Bianca il giorno del suo diciottesimo compleanno.
Nel 1990 Falco ci riprova con l'album Data de Groove, prodotto di nuovo da Ponger. Il cantante ne parlerà così: "Data de Groove era un album introverso, molto privato. La gente non aveva nessuna voglia di studiare un paio di semestri nella mia università privata per capire la mia musica. Testi come 'The mega the schore, desto mono the chrome' non li scriverò mai più."

### Il ritorno -NachtflugeOut Of The Dark
Il ritorno al successo arriva con l'album Nachtflug, nell'autunno del 1992. Trascinato dal successo del singolo Titanic, che gli consente di sbarcare nuovamente sul mercato americano (il video vince numerosi premi) e che rimane in classifica in Austria per 18 settimane, l'album è seguito da una tournée europea (Germania, Austria, Svizzera e Russia). Al concerto di Vienna, alla Donauinselfest, assistono 100 000 spettatori, nonostante il temporale che si scatena durante l'esibizione e che costringe alla sospensione.
Nel 1995 esce il singolo Mutter, der Mann mit dem Koks ist da, sotto lo pseudonimo T»MA (= Thema). Il titolo gioca con la polisemia del termine Koks (letteralmente Coke, ma anche, gergalmente, cocaina e denaro). È un passaggio unico nella musica techno.

### La morte

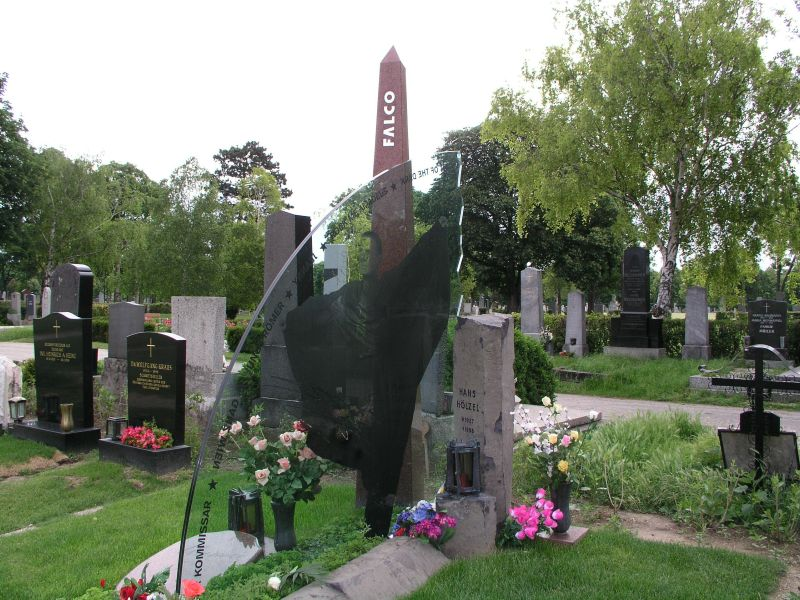
La tomba di Falco al cimitero Centrale di Vienna

Nel 1996 Falco si trasferisce nella Repubblica Dominicana, il che gli porterà – oltre a benefici fiscali – anche un ambiente creativo più libero. Nello stesso anno esce il singolo Naked, che sarebbe stato l'ultimo. Non è il successo sperato: 50 000 copie in Germania, il quarto posto nelle classifiche austriache. Tiene quello che sarebbe stato l'ultimo concerto a Vienna, il 18 dicembre 1997, in occasione della festa di Natale della Lauda Air. Lo stesso Niki Lauda è amico di Falco da lungo tempo, tanto che il 31 luglio 1998 battezzerà "Falco" un Boeing 737 della sua linea, in ricordo dell'artista scomparso da poco.
Le circostanze della morte furono le seguenti: il 5 febbraio 1998 Falco era atteso presso il locale Nikodemus di Vienna, in quanto avrebbe dovuto, come da accordi, animare la serata suonando il basso in un supergruppo comprendente artisti rock e pop famosi, tra cui membri dei Queen, nell'ambito di una festa privata per il quarantesimo compleanno dell'amico di lunga data Rudi Dolezal, regista di alcuni suoi videoclip. Con poco preavviso il musicista annunciò all'amico che non sarebbe stato presente alla festa, costringendo quindi il gruppo ad una rapida sostituzione del bassista. L'improvviso declino dell'invito destò malumori e sospetti sullo stato di salute di Falco, in quanto il musicista non era solito ritirarsi improvvisamente da un simile impegno. Inaspettatamente Rudi Dolezal ricevette però, nella stessa giornata, un fax di auguri da Falco, riportante la dicitura: "Benvenuto nel club!", in riferimento al fatto che l'amico avrebbe compiuto quarant'anni, mentre Falco li aveva già compiuti da poco. Poche ore più tardi, domenica 6 febbraio 1998, Falco morì in seguito alle ferite riportate quando il suo Mitsubishi Pajero si scontrava con un bus sulla strada che collega le città di Villa Montellano e Puerto Plata nella Repubblica Dominicana. L'autista del bus viaggiava ad alta velocità e fu condannato a tre anni di carcere. L'autopsia riscontrava la presenza di alcool e cocaina nel sangue di Falco.
È sepolto al Zentralfriedhof, ovvero il cimitero centrale di Vienna. Al suo funerale sono presenti 10.000 persone, la sua bara è portata da un gruppo di motociclisti rock viennesi, gli stessi che anni prima avevano partecipato al video di Rock me Amadeus. L'album Out Of The Dark uscirà postumo, e con grande successo: 2 milioni di copie nelle sole Germania e Austria.
Nel 2008 è uscito in Austria il film biografico Falco – Verdammt, wir leben noch! , diretto da Thomas Roth, in cui il ruolo del cantante è interpretato dall'attore austriaco Manuel Rubey.

## Discografia

### Album
- 1982 - Einzelhaft
- 1984 - Junge Roemer
- 1985 - Falco 3
- 1986 - Emotional
- 1988 - Wiener Blut
- 1990 - Data de Groove
- 1991 - The Remix Hit Collection
- 1992 - Nachtflug
- 1996 - Greatest Hits
- 1997 - Greatest Hits Volume II

Postumi:
- 1998 - Best Of
- 1998 - Out of the Dark (Into the Light)
- 1998 - The Hit-Singles
- 1999 - Verdammt wir leben noch
- 1999 - Live forever
- 1999 - The Final Curtain - The Best of Falco
- 2000 - Falco Meets Amadeus
- 2000 - Zuviel Hitze
- 2000 - F@lco Cybershow
- 2001 - Helden von Heute
- 2002 - Viva La Poesia - cd der Schule f. Dichtung
- 2003 - Austrian Signature Series - (Billa Sampler/Compilation)
- 2004 - Falco Live Donauinsel
- 2005 - Austropop Kult
- 2007 - Hoch wie nie

### Singoli
- 1981 Der Kommissar
- 1982 Zuviel Hitze
- 1982 Maschine brennt
- 1982 Auf der Flucht
- 1984 Junge Römer
- 1984 Nur mit Dir
- 1984 Kann es Liebe sein
- 1985 Rock Me Amadeus
- 1985 Vienna Calling
- 1985 Jeanny
- 1986 The Sound of Musik
- 1986 Coming Home
- 1987 Emotional
- 1987 Body Next to Body
- 1988 Wiener Blut
- 1988 Satellite to Satellite
- 1990 Data de Groove
- 1990 Charisma Kommando
- 1992 Titanic
- 1992 Dance Mephisto
- 1992 Nachtflug
- 1995 Mutter, der Mann mit dem Koks ist da
- 1996 Naked

Postumi:
- 1998 Out of the Dark
- 1998 Egoist
- 1999 Push! Push!
- 1999 Verdammt wir leben noch
- 1999 Europa
- 2003 Where Are You Now/Jeanny 3 (uscito solo on-line)

### Classifiche
| Anno | Titolo                                           | Miglior posizione | Miglior posizione | Miglior posizione | Miglior posizione | Miglior posizione | Miglior posizione | Miglior posizione | Miglior posizione | Miglior posizione | Miglior posizione | Miglior posizione | Miglior posizione | Miglior posizione | Miglior posizione | Miglior posizione | Miglior posizione | Miglior posizione | Miglior posizione | Miglior posizione | Miglior posizione |
| Anno | Titolo                                           | A                 | D                 | CH                | UK                | NL                | F                 | I                 | E                 | N                 | S                 | DK                | FI                | SU                | US                | CA                | J                 | NZ                | AU                | ZA                |                   |
| ---- | ------------------------------------------------ | ----------------- | ----------------- | ----------------- | ----------------- | ----------------- | ----------------- | ----------------- | ----------------- | ----------------- | ----------------- | ----------------- | ----------------- | ----------------- | ----------------- | ----------------- | ----------------- | ----------------- | ----------------- | ----------------- | ----------------- |
| 1981 | That Scene (versione inglese di Ganz Wien)       | 11                | -                 | -                 | -                 | -                 | -                 | -                 | -                 | -                 | -                 | -                 | -                 | -                 | -                 | -                 | -                 | -                 | -                 | -                 |                   |
| 1981 | Der Kommissar                                    | 1                 | 1                 | 2                 | -                 | 18                | 1                 | 1                 | 1                 | 3                 | 4                 | -                 | 1                 | 1                 | 72                | 11                | 1                 | -                 | 7                 | 1                 |                   |
| 1982 | Maschine brennt                                  | 4                 | 10                | -                 | -                 | 49                | -                 | -                 | 34                | 4                 | -                 | -                 | 7                 | -                 | *                 | -                 | -                 | -                 | -                 | -                 |                   |
| 1982 | Auf der Flucht                                   | -                 | -                 | -                 | -                 | -                 | 5                 | -                 | -                 | -                 | -                 | -                 | -                 | -                 | *                 | -                 | -                 | 18                | -                 | -                 |                   |
| 1982 | Zuviel Hitze (Promo)                             | -                 | -                 | -                 | -                 | -                 | -                 | -                 | -                 | -                 | -                 | -                 | -                 | -                 | -                 | -                 | -                 | -                 | -                 | -                 |                   |
| 1984 | Junge Roemer                                     | 8                 | -                 | 24                | -                 | 15                | -                 | -                 | 2                 | -                 | -                 | -                 | -                 | -                 | -                 | -                 | -                 | -                 | -                 | -                 |                   |
| 1984 | Nur mit Dir                                      | 18                | -                 | -                 | -                 | -                 | -                 | -                 | -                 | -                 | -                 | -                 | -                 | -                 | -                 | -                 | -                 | -                 | -                 | -                 |                   |
| 1984 | Kann es Liebe sein? (with Désirée Nosbusch)      | 6                 | -                 | -                 | -                 | -                 | -                 | -                 | -                 | -                 | -                 | -                 | -                 | -                 | -                 | -                 | -                 | -                 | -                 | -                 |                   |
| 1985 | Rock Me Amadeus                                  | 1                 | 1                 | 2                 | 1                 | 3                 | 1                 | 1                 | 1                 | 6                 | 1                 | 4                 | 1                 | 1                 | 1                 | 1                 | 1                 | 1                 | 15                | 1                 |                   |
| 1985 | Vienna Calling                                   | 3                 | 4                 | 7                 | 10                | 40                | -                 | -                 | 5                 | -                 | 3                 | 10                | 5                 | -                 | 18                | 11                | 8                 | -                 | 75                | -                 |                   |
| 1985 | Jeanny                                           | 1                 | 1                 | 1                 | 68                | 1                 | 25                | 14                | -                 | 1                 | 1                 | -                 | -                 | -                 | -                 | -                 | 5                 | -                 | -                 | -                 |                   |
| 1986 | The Sound of Musik                               | 4                 | 4                 | 11                | 61                | -                 | -                 | 42                | 4                 | -                 | -                 | 13                | -                 | -                 | **                | -                 | 13                | 11                | -                 | -                 |                   |
| 1986 | Coming Home (Jeanny Part 2)                      | 4                 | 1                 | 3                 | -                 | -                 | -                 | -                 | -                 | 4                 | 1                 | -                 | -                 | -                 | -                 | -                 | -                 | -                 | -                 | -                 |                   |
| 1987 | Emotional                                        | 18                | 50                | -                 | 85                | -                 | -                 | -                 | 11                | -                 | -                 | 13                | -                 | -                 | -                 | -                 | -                 | -                 | -                 | -                 |                   |
| 1987 | Body Next To Body (with Brigitte Nielsen)        | 6                 | 22                | -                 | -                 | -                 | -                 | 35                | 37                | -                 | -                 | 9                 | -                 | -                 | -                 | -                 | 1                 | -                 | 44                | -                 |                   |
| 1988 | Wiener Blut                                      | 4                 | 9                 | 24                | -                 | 20                | -                 | -                 | 19                | -                 | -                 | 13                | -                 | -                 | -                 | -                 | -                 | -                 | -                 | -                 |                   |
| 1988 | Satellite To Satellite                           | -                 | -                 | -                 | -                 | -                 | -                 | -                 | -                 | -                 | -                 | 11                | -                 | -                 | -                 | -                 | -                 | -                 | -                 | -                 |                   |
| 1988 | Garbo                                            | -                 | -                 | -                 | -                 | -                 | -                 | -                 | -                 | -                 | -                 | -                 | -                 | -                 | -                 | -                 | -                 | -                 | -                 | -                 |                   |
| 1990 | Data De Groove                                   | 12                | -                 | -                 | -                 | -                 | -                 | -                 | -                 | -                 | -                 | -                 | -                 | -                 | -                 | -                 | -                 | -                 | -                 | -                 |                   |
| 1990 | Charisma Kommando                                | -                 | -                 | -                 | -                 | -                 | -                 | -                 | -                 | -                 | -                 | -                 | -                 | -                 | -                 | -                 | -                 | -                 | -                 | -                 |                   |
| 1991 | Rock Me Amadeus (Remix 1991)                     | -                 | -                 | -                 | -                 | -                 | -                 | -                 | -                 | -                 | -                 | -                 | -                 | -                 | -                 | -                 | -                 | -                 | -                 | -                 |                   |
| 1991 | Der Kommissar (Remix 1991)                       | -                 | -                 | -                 | -                 | -                 | -                 | -                 | -                 | -                 | -                 | -                 | -                 | -                 | -                 | -                 | -                 | -                 | -                 | -                 |                   |
| 1992 | Titanic                                          | 3                 | 47                | -                 | -                 | -                 | -                 | -                 | -                 | -                 | -                 | -                 | -                 | -                 | -                 | -                 | -                 | -                 | -                 | -                 |                   |
| 1992 | Dance Mephisto                                   | 17                | -                 | -                 | -                 | -                 | -                 | -                 | -                 | -                 | -                 | 2                 | -                 | -                 | -                 | -                 | -                 | -                 | -                 | -                 |                   |
| 1992 | Nachtflug                                        | -                 | -                 | -                 | -                 | -                 | -                 | -                 | -                 | -                 | -                 | -                 | -                 | -                 | -                 | -                 | -                 | -                 | -                 | -                 |                   |
| 1993 | Monarchy Now (Austrian Promo only)               | -                 | -                 | -                 | -                 | -                 | -                 | -                 | -                 | -                 | -                 | -                 | -                 | -                 | -                 | -                 | -                 | -                 | -                 | -                 |                   |
| 1995 | Mutter, der Mann mit dem Koks ist da (as T»MA)   | 3                 | 11                | 30                | -                 | -                 | -                 | -                 | -                 | -                 | -                 | 3                 | -                 | -                 | -                 | -                 | -                 | -                 | -                 | -                 |                   |
| 1996 | Naked (as Falco feat. T»MB)                      | 4                 | 50                | -                 | -                 | -                 | -                 | -                 | -                 | -                 | -                 | -                 | -                 | -                 | -                 | -                 | -                 | -                 | -                 | -                 |                   |
| 1998 | Out of the Dark (Into the Light)                 | 2                 | 2                 | 3                 | -                 | -                 | -                 | -                 | -                 | -                 | -                 | -                 | -                 | -                 | -                 | -                 | -                 | -                 | -                 | -                 |                   |
| 1998 | Egoist                                           | 6                 | 4                 | 19                | -                 | -                 | -                 | -                 | -                 | -                 | -                 | -                 | -                 | -                 | -                 | -                 | -                 | -                 | -                 | -                 |                   |
| 1998 | Der Kommissar (Jason Nevins And Club 69 Remixes) | 39                | -                 | -                 | -                 | -                 | -                 | -                 | -                 | -                 | 49                | -                 | -                 | -                 | -                 | -                 | -                 | -                 | -                 | -                 |                   |
| 1999 | Push! Push!                                      | 9                 | 50                | -                 | -                 | -                 | -                 | -                 | -                 | -                 | -                 | -                 | -                 | -                 | -                 | -                 | -                 | -                 | -                 | -                 |                   |
| 1999 | Verdammt wir leben noch                          | 26                | -                 | -                 | -                 | -                 | -                 | -                 | -                 | -                 | -                 | -                 | -                 | -                 | -                 | -                 | -                 | -                 | -                 | -                 |                   |
| 2000 | Europa                                           | -                 | -                 | -                 | -                 | -                 | -                 | -                 | -                 | -                 | -                 | -                 | -                 | -                 | -                 | -                 | -                 | -                 | -                 | -                 |                   |
| 2007 | Männer des Westens (T. Börger Version 2007)      | 14                | 55                | -                 | -                 | -                 | -                 | -                 | -                 | -                 | -                 | -                 | -                 | -                 | -                 | -                 | -                 | -                 | -                 | -                 |                   |

*N. 9 nella US Hot Play
**N. 19 nella US Dance Hot Play